# Cristina Carlota de Solms-Braunfels
Cristina Carlota de Solms-Braunfels (en alemán, Christine Charlotte zu Solms-Braunfels; Greifenstein, 10 de noviembre de 1690-Homburg, 16 de octubre de 1771) fue una condesa de Solms-Braunfels por nacimiento, y landgravina de Hesse-Homburg por matrimonio.

## Biografía
Cristina Carlota era una hija del conde Guillermo Mauricio de Solms-Braunfels (1651-1720) por su matrimonio con Magdalena Sofía (1660-1720), la hija del landgrave Guillermo Cristóbal de Hesse-Homburg.
Contrajo matrimonio el 3 de octubre de 1722 en Braunfels con el landgrave Casimiro Guillermo de Hesse-Homburg (1690-1726). Residieron en Hötensleben. La princesa estuvo al cargo de la educación de sus hijos; con este propósito eligió al teólogo August Friedrich Sack como tutor de la corte. En 1727, publicó sus Conseils d'un ami à jeune homme qui entre dans le monde, describiendo la educación de su hijo.
Casimiro Guillermo murió a la edad de 36 años, poco después del nacimiento de su tercer hijo, Federico Carlos. En 1727, el Reichskammergericht en Wetzlar confirmó la elección de Cristina Carlota como regente para su hijo menor de edad.
Su hermano, Federico Guillermo, fue elevado a príncipe imperial en 1742. En 1746, finalizó su regencia y su hijo se convirtió en landgrave reinante de Hesse-Homburg.

## Descendencia
- Federico IV Carlos (1724-1751), landgrave reinante de Hesse-Homburg. Desposó en 1746 a la condesa Ulrica Luisa de Solms-Braunfels (1731-1792).
- Eugenio (1725-1725).
- Ulrica Sofía (1726-1792).